# Morita So
So Morita (sinh ngày 14 tháng 5 năm 1992) là một cầu thủ bóng đá người Nhật Bản.

## Sự nghiệp câu lạc bộ
So Morita đã từng chơi cho Sagan Tosu và Grulla Morioka.